# کشش ایزوتونیک
انقباض ایزوتونیک (انگلیسی: Isotonic)، انقباض عضله با گرفتن یا حرکت در محل با یک نیروی ثابت است. در انقباض ایزوتونیک تنش ثابت باقی‌مانده و طول ماهیچه تغییر می‌کند.
انقباض ایزوتونیک با انقباض ایزوکینتیک متفاوت است. در انقباضات ایزوکینتیک سرعت ماهیچه ثابت باقی می‌ماند در حالیکه در سطح انقباض ایزوتونیک نیروی ماهیچه از طریق انقباض ماهیچه‌ای در طول انقباض تغییر می‌کند.
انقباض ایزوتونیک نیرو را ثابت و سرعت را متغیر می‌کند در حالی که این امر در انقباض ایزوکینتیک برعکس است.
دو نوع انقباض ایزوتونیک وجود دارد:
- انقباضات هم‌مرکز که برای مقابله با مقاومت شدت می‌گیرند سپس با کوتاه شدن ماهیچه ثابت باقی می‌مانند.
- انقباضات غیر-هم‌مرکز که طول ماهیچه در آن به علت نیروی بیشتر مقاومت در برابر نیروی تولید شده توسط ماهیچه افزایش می‌یابد.